# Garaballa
Garaballa é um município da Espanha, na província de Cuenca, comunidade autônoma de Castela-Mancha. Tem 71,88 km² de área e em 2021 tinha 63 habitantes (densidade: 0,9 hab./km²). Limita com os municípios de Aliaguilla, Mira, Narboneta, Henarejos, Landete e Talayuelas.